# مارتین مک‌دونا
مارتین فارانان مک‌دونا (انگلیسی: Martin Faranan McDonagh؛ زادهٔ ۲۶ مارس ۱۹۷۰) نمایشنامه‌نویس و فیلم‌ساز بریتانیایی-ایرلندی است. او بابت به‌کار بردن کمدی سیاه ابسوردیست خود که اغلب زیبایی‌شناسی تئاتر مدرن را به چالش می‌کشد، شناخته شده‌است. او جوایز متعددی از جمله یک جایزه اسکار، شش جایزه بفتا، چهار جایزه گلدن گلوب، سه جایزه اولیویه و نامزدی پنج جایزه تونی دریافت کرده‌است.
مک‌دونا در سال ۲۰۰۴ برای شش‌لول برنده جایزه اسکار بهترین فیلم کوتاه شد. او در شش بخش دیگر نامزد دریافت جایزه اسکار بوده‌است. او کارگردانی فیلم‌های کمدی سیاه در بروژ (۲۰۰۸)، هفت روانی (۲۰۱۲)، سه بیلبورد خارج از ابینگ، میزوری (۲۰۱۷) و بنشی‌های اینیشرین (۲۰۲۲) را بر عهده داشت.

## حرفه

### تئاتر
شش نمایشنامه اول مک‌دونا که به دو سه‌گانه تقسیم شده‌اند، در کانتی گالوی و اطراف آن واقع شده‌اند، جایی که او تعطیلات خود را در کودکی گذراند. داستان اول در ملکه زیبایی لی‌نین، دهکده‌ای کوچک در ساحل غربی ایرلند، اتفاق می‌افتد و شامل ملکه زیبایی Leenane (1996)، جمجمه در Connemara (1997) و The Lonesome West (1997) است. سه گانه دوم او در سراسر جزایر آران، در سواحل کانتی گالوی، اتفاق می‌افتد و شامل The Cripple of Inishmaan (1996)، ستوان Inishmore (2001) و Banshees of Inisheer است. سومین نمایشنامه هرگز منتشر نشد، زیرا مک‌دونا اصرار داشت که «خوب نیست»، اگرچه او تمایل خود را برای بازگشت به آن در سنین بالاتر ابراز کرده‌است.
اولین نمایشنامه غیرایرلندی مک‌دونا، مرد بالشی در یک حالت توتالیتر ساختگی می‌گذرد و پس از خوانش در تئاتر فینبورو در سال ۱۹۹۵، در تئاتر ملی سلطنتی در سال ۲۰۰۳ به درآمد.
مراسم قطع دست در اسپوکن اولین نمایشنامه مک‌دونا است که در ایالات متحده اتفاق می‌افتد و در مارس ۲۰۱۰ در برادوی نمایش داده شد. کریستوفر واکن بازیگر نقش اول برای بازی در نقش قاتل به دنبال دستی که در جوانی از دست داده بود نامزد دریافت جایزه تونی برای بهترین بازیگر مرد در یک نمایشنامه شد.
مک‌دونا همچنین دو نمایشنامه رادیویی برنده جایزه نوشت که یکی از آنها داستان گرگ و هیزم شکن است.
در فوریه ۲۰۱۰، اعلام شد که مک‌دونا در حال کار بر روی یک موزیکال جدید است.

## زندگی شخصی
مک‌دونا در ۲۶ مارس ۱۹۷۰ در خانواده‌ای ایرلندی در کمبرول، لندن به دنیا آمد. پدر و مادرش پس از مدتی او و برادرش را در لندن رها کردند و به گالوی در ایرلند بازگشتند. مک‌دونا و برادرش جان مایکل مک‌دونا در لندن ماندند. او در ۱۶ سالگی مدرسه را رها کرد و چند سال در جنوب لندن بیکار و سرگردان بود تا این‌که شغل سطح پایینی دست و پا کرد. پس از مدت کوتاهی آن شغل را هم رها کرد تا قلمش را امتحان کند.
شش اثر ابتدایی نمایشی او در واقع دو تریلوژی است که ماجراهای همگی‌شان در شهرستان گالوی یا اطراف آن می‌گذرد، جایی که مک‌دونا تعطیلات کودکی‌اش را می‌گذراند.
مارتین مک‌دونا سه‌گانهٔ «لی‌نین» را در سال ۱۹۹۵ به سالن‌های نمایش ایرلند و لندن فرستاد تا این‌که ملکهٔ زیبایی لی‌نین در فوریهٔ ۱۹۹۶ در گالویِ ایرلند به روی صحنه رفت. سپس در سالنِ «رویال کورت» لندن اجرا شد و منتقدان را به وجد آورد. مک‌دونا که ۲۷ساله بود توانست پس از شکسپیر دومین کسی باشد که همزمان چهار نمایشنامه‌اش در سالن‌های تئاتر لندن روی صحنه رفته‌است.
مک‌دونا از سال ۲۰۱۸ با فیبی والر-بریج، بازیگر، نویسنده و تهیه‌کنندهٔ بریتانیاییِ رابطهٔ عاشقانه دارد.

## نمایشنامه‌ها و فیلمنامه‌ها
- ملکهٔ زیبایی لی‌نین (۱۹۹۶)، برگردان حمید احیاء، انتشارات نیلا
- جمجمه‌ای در کُنه‌مارا (یا کانه‌مارا) (۱۹۹۷)، برگردانِ بهرنگ رجبی، انتشارات بیدگل
- غرب غمزده (۱۹۹۷)، برگردانِ بهرنگ رجبی، انتشارات بیدگل
- چلاق آینیشمان (۱۹۹۷)، برگردانِ شادی فرزین، انتشارات نیلا
- ستوان آینیشمور (۲۰۰۱)، برگردانِ زهرا جواهری، انتشارات افراز
- بانشی‌های آینیشیر (منتشرنشده)
- مرد بالشی (۲۰۰۳)، برگردانِ زهرا جواهری، انتشارات افراز
- مراسم قطع دست در اسپوکن (۲۰۱۰)، برگردانِ بهرنگ رجبی، انتشارات بیدگل
- مأمورین اعدام (۲۰۱۵)،[۱۳] برگردانِ بهرنگ رجبی، انتشارات بیدگل
- یک ماجرای خیلی خیلی خیلی سیاه (۲۰۱۸) برگردان بهرنگ رجبی، انتشارات بیدگل
- سه بیلبورد خارج از ابینگ، میزوری (۲۰۱۸) برگردان سینا شاه بابا، انتشارات چترنگ[۱۵]

## فیلم‌ها
| سال  | فیلم                             | کارگردان | نویسنده | تهیه‌کننده | توضیحات                      |
| ---- | -------------------------------- | -------- | ------- | --------- | ---------------------------- |
| ۲۰۰۴ | شش‌لول                            | آری      | آری     | نه        | فیلم کوتاه؛ نخستین کارگردانی |
| ۲۰۰۸ | در بروژ                          | آری      | آری     | نه        | نخستین کارگردانی فیلم بلند   |
| ۲۰۱۲ | هفت روانی                        | آری      | آری     | آری       |                              |
| ۲۰۱۷ | سه بیلبورد خارج از ابینگ، میزوری | آری      | آری     | آری       |                              |
| ۲۰۲۲ | بنشی‌های اینیشرین                 | آری      | آری     | آری       |                              |

تهیه‌کننده اجرایی
- مرگ دوم (۲۰۰۰)
- نگهبان (۲۰۱۱)

## جوایز و افتخارات

### جوایز اسکار
| سال  | جایزه                      | نام فیلم                         | نتیجه    |
| ---- | -------------------------- | -------------------------------- | -------- |
| ۲۰۰۶ | بهترین فیلم کوتاه          | شش لول                           | برنده    |
| ۲۰۰۹ | بهترین فیلمنامه غیراقتباسی | در بروژ                          | نامزدشده |
| ۲۰۱۸ | بهترین فیلمنامه غیراقتباسی | سه بیلبورد خارج از ابینگ، میزوری | نامزدشده |
| ۲۰۱۸ | بهترین فیلم                | سه بیلبورد خارج از ابینگ، میزوری | نامزدشده |
| ۲۰۲۳ | بهترین فیلم                | بنشی‌های اینیشرین                 | نامزدشده |
| ۲۰۲۳ | بهترین کارگردانی           | بنشی‌های اینیشرین                 | نامزدشده |
| ۲۰۲۳ | بهترین فیلمنامه غیراقتباسی | بنشی‌های اینیشرین                 | نامزدشده |

### جوایز فیلم بفتا
| سال  | جایزه                      | نام فیلم                         | نتیجه    |
| ---- | -------------------------- | -------------------------------- | -------- |
| ۲۰۰۵ | بهترین فیلم کوتاه          | شش لول                           | نامزدشده |
| ۲۰۰۹ | بهترین فیلمنامه غیراقتباسی | در بروژ                          | برنده    |
| ۲۰۰۹ | بهترین فیلم بریتانیایی     | در بروژ                          | نامزدشده |
| ۲۰۱۳ | بهترین فیلم بریتانیایی     | هفت روانی                        | نامزدشده |
| ۲۰۱۸ | بهترین فیلم بریتانیایی     | سه بیلبورد خارج از ابینگ، میزوری | برنده    |
| ۲۰۱۸ | بهترین فیلم                | سه بیلبورد خارج از ابینگ، میزوری | برنده    |
| ۲۰۱۸ | بهترین فیلمنامه غیراقتباسی | سه بیلبورد خارج از ابینگ، میزوری | برنده    |
| ۲۰۱۸ | بهترین کارگردانی           | سه بیلبورد خارج از ابینگ، میزوری | نامزدشده |
| ۲۰۲۳ | بهترین فیلم بریتانیایی     | بنشی‌های اینیشرین                 | برنده    |
| ۲۰۲۳ | بهترین فیلم                | بنشی‌های اینیشرین                 | نامزدشده |
| ۲۰۲۳ | بهترین فیلم‌نامه اصلی       | بنشی‌های اینیشرین                 | برنده    |
| ۲۰۲۳ | بهترین کارگردانی           | بنشی‌های اینیشرین                 | نامزدشده |

### گلدن گلوب
| سال  | جایزه                         | نام فیلم                         | نتیجه    |
| ---- | ----------------------------- | -------------------------------- | -------- |
| ۲۰۱۸ | بهترین کارگردانی              | سه بیلبورد خارج از ابینگ، میزوری | نامزدشده |
| ۲۰۱۸ | بهترین فیلم                   | سه بیلبورد خارج از ابینگ، میزوری | برنده    |
| ۲۰۱۸ | بهترین فیلمنامه               | سه بیلبورد خارج از ابینگ، میزوری | برنده    |
| ۲۰۲۳ | بهترین فیلم – موزیکال یا کمدی | بنشی‌های اینیشرین                 | برنده    |
| ۲۰۲۳ | بهترین کارگردانی              | بنشی‌های اینیشرین                 | نامزدشده |
| ۲۰۲۳ | بهترین فیلم‌نامه               | بنشی‌های اینیشرین                 | برنده    |

### جشنواره ونیز
| سال  | جایزه           | نام فیلم                         | نتیجه |
| ---- | --------------- | -------------------------------- | ----- |
| ۲۰۱۷ | بهترین فیلمنامه | سه بیلبورد خارج از ابینگ، میزوری |       |
| ۲۰۱۷ | بهترین فیلمنامه | سه بیلبورد خارج از ابینگ، میزوری | برنده |
| ۲۰۲۲ | بهترین فیلمنامه | بنشی‌های اینیشرین                 |       |
| ۲۰۲۲ | بهترین فیلمنامه | بنشی‌های اینیشرین                 | برنده |

### جایزه لارنس الیویه
| سال  | جایزه                 | نام نمایشنامه     | نتیجه    | منبع   |
| ---- | --------------------- | ----------------- | -------- | ------ |
| ۱۹۹۷ | بهترین نمایشنامه      | ملکهٔ زیبایی لی‌نین | نامزدشده | [ ۱۶ ] |
| ۱۹۹۸ | بهترین نمایشنامه کمدی | جمجمه‌ای در کُنه‌مار | نامزدشده | [ ۱۷ ] |
| ۲۰۰۳ | بهترین نمایشنامه کمدی | ستوان آینیشمور    | برنده    |        |
| ۲۰۰۴ | بهترین نمایشنامه      | مرد بالشی         | برنده    | [ ۱۸ ] |
| ۲۰۱۶ | بهترین نمایشنامه      | مامورهای اعدام    | برنده    | [ ۱۹ ] |

### جوایز تونی
| سال  | جایزه            | نام نمایشنامه     | نتیجه    |
| ---- | ---------------- | ----------------- | -------- |
| ۱۹۹۸ | بهترین نمایشنامه | ملکهٔ زیبایی لی‌نین | نامزدشده |
| ۱۹۹۹ | بهترین نمایشنامه | غرب غمزده         | نامزدشده |
| ۲۰۰۵ | بهترین نمایشنامه | مرد بالشی         | نامزدشده |
| ۲۰۰۶ | بهترین نمایشنامه | ستوان آینیشمور    | نامزدشده |
| ۲۰۲۲ | بهترین نمایشنامه | مامورهای اعدام    | نامزدشده |